# Exposition spécialisée de 1991
L'Exposition spécialisée de 1991 s'est tenu du 7 juin au 7 juillet 1991 à Plovdiv, en Bulgarie. Elle a été enregistrée par le Bureau international des expositions (BIE). Son thème était « L'activité de la jeunesse pour un monde pacifique » (en anglais, Youth activity for a peaceful World).